# Panongan (Jatitujuh)
Panongan is een bestuurslaag in het regentschap Majalengka van de provincie West-Java, Indonesië. Panongan telt 4267 inwoners (volkstelling 2010).